# Sèvres-Anxaumont
Sèvres-Anxaumont és un municipi francès situat al departament de la Viena i a la regió de la Nova Aquitània. L'any 2007 tenia 1.895 habitants.

## Demografia

### Població
El 2007 la població de fet de Sèvres-Anxaumont era de 1.895 persones. Hi havia 731 famílies de les quals 143 eren unipersonals (40 homes vivint sols i 103 dones vivint soles), 286 parelles sense fills, 254 parelles amb fills i 48 famílies monoparentals amb fills.
La població ha evolucionat segons el següent gràfic:
Habitants censats

### Habitatges
El 2007 hi havia 774 habitatges, 737 eren l'habitatge principal de la família, 14 eren segones residències i 23 estaven desocupats. 731 eren cases i 42 eren apartaments. Dels 737 habitatges principals, 581 estaven ocupats pels seus propietaris, 147 estaven llogats i ocupats pels llogaters i 9 estaven cedits a títol gratuït; 5 tenien una cambra, 31 en tenien dues, 66 en tenien tres, 175 en tenien quatre i 461 en tenien cinc o més. 626 habitatges disposaven pel capbaix d'una plaça de pàrquing. A 239 habitatges hi havia un automòbil i a 473 n'hi havia dos o més.

### Piràmide de població
La piràmide de població per edats i sexe el 2009 era:
| Homes | Edats   | Dones |
| ----- | ------- | ----- |
| 0     | 95 o +  | 4     |
| 12    | 90 a 94 | 16    |
| 0     | 85 a 89 | 20    |
| 8     | 80 a 84 | 16    |
| 24    | 75 a 79 | 28    |
| 24    | 70 a 74 | 28    |
| 28    | 65 a 69 | 28    |
| 40    | 60 a 64 | 36    |
| 68    | 55 a 59 | 56    |
| 60    | 50 a 54 | 64    |
| 80    | 45 a 49 | 76    |
| 72    | 40 a 44 | 80    |
| 64    | 35 a 39 | 56    |
| 72    | 30 a 34 | 52    |
| 44    | 25 a 29 | 72    |
| 64    | 20 a 24 | 36    |
| 76    | 15 a 19 | 72    |
| 48    | 10 a 14 | 68    |
| 64    | 5 a 9   | 40    |
| 32    | 0 a 4   | 36    |

## Economia
El 2007 la població en edat de treballar era de 1.243 persones, 904 eren actives i 339 eren inactives. De les 904 persones actives 873 estaven ocupades (427 homes i 446 dones) i 31 estaven aturades (13 homes i 18 dones). De les 339 persones inactives 169 estaven jubilades, 116 estaven estudiant i 54 estaven classificades com a «altres inactius».

### Ingressos
El 2009 a Sèvres-Anxaumont hi havia 755 unitats fiscals que integraven 1.922 persones, la mediana anual d'ingressos fiscals per persona era de 22.202 €.

### Activitats econòmiques
Dels 54 establiments que hi havia el 2007, 1 era d'una empresa alimentària, 1 d'una empresa de fabricació de material elèctric, 1 d'una empresa de fabricació d'altres productes industrials, 14 d'empreses de construcció, 6 d'empreses de comerç i reparació d'automòbils, 1 d'una empresa d'hostatgeria i restauració, 4 d'empreses financeres, 2 d'empreses immobiliàries, 11 d'empreses de serveis, 9 d'entitats de l'administració pública i 4 d'empreses classificades com a «altres activitats de serveis».
Dels 16 establiments de servei als particulars que hi havia el 2009, 1 era un taller de reparació d'automòbils i de material agrícola, 3 paletes, 3 guixaires pintors, 5 lampisteries, 1 electricista, 1 perruqueria, 1 restaurant i 1 saló de bellesa.
Dels 2 establiments comercials que hi havia el 2009, 1 era una fleca i 1 una botiga de congelats.
L'any 2000 a Sèvres-Anxaumont hi havia 15 explotacions agrícoles que ocupaven un total de 572 hectàrees.

## Equipaments sanitaris i escolars
L'únic equipament sanitari que hi havia el 2009 era un psiquiàtric.
El 2009 hi havia 1 escola maternal i 1 escola elemental.

## Poblacions properes
El següent diagrama mostra les poblacions més properes.